# Налоговое право Европейского союза
Налоговое право Европейского союза — совокупность правовых норм отдельных положений Договора о Европейском союзе (первичное право), а также актов институтов Европейского союза, принятых в рамках их компетенции и полномочий в Европейском сообществе (вторичное право), а также практика Суда Европейского союза и Суда первой инстанции в сфере налоговой политики ЕС.
Налоговое право Европейского союза — особая отрасль права Европейского союза. Налоговое право Европейского союза отражает действительные интеграционные процессы и не распространяется на национальное и международное право третьих стран европейского континента, которые не вовлечены в интеграционные процессы (например, Норвегия, Швейцария или Лихтенштейн).

## Налоговая политика Европейского союза
Налоговая политика Европейского союза — система мер, проводимых институтами и органами Европейского союза, а также его государствами-членами, с целью гармонизации налогового законодательства государств-членов для устранения налоговых барьеров на внутреннем рынке Европейского союза, обеспечении реализации основных свобод, предусмотренных Договором о Европейском союзе (свобод движения товаров, лиц, услуг и капиталов), недопущении недобросовестной и пагубной налоговой конкуренции юрисдикций государств-членов, недопущение налоговой дискриминации на внутреннем рынке, выработки новых принципов и механизмов устранения двойного налогообложения, а также обеспечение борьбы с налоговыми правонарушениями.
В Договоре о Европейском союза налоговая политика Европейского союза в отдельный вид не выделена, но является важнейшим направлением как внутренней, так и внешней политики Европейского союза.